# Neerlandistică
Neerlandistica (în neerlandeză Neerlandistiek) este știința care se ocupă cu limba și literatura neerlandeză. Un practician al acestei științe este un neerlandicus sau neerlandica. Acești termeni sunt folosiți și pentru profesorii de limba olandeză, dar numai dacă aceștia au absolvit cu succes o facultate în limba neerlandeză. Vorbitorii de neerlandeză sunt angajați și în alte profesii.
Cursurile universitare se numesc Nederlandse taal en cultuur (în Țările de Jos) sau Nederlandse taal- en letterkunde (în Flandra, iar în secolul trecut și în Țările de Jos).

## Generalități
În Țările de Jos, formarea ca olandez are o bază indivizibilă. Vorbitorii de olandeză se pot (și ar trebui) specializa apoi la nivel academic în:
- literatură (istorică sau modernă)
- lingvistică (istorică sau modernă)
- competență lingvistică (sau studii de comunicare)

Dubla specializare a fost practic inexistentă începând cu anii 1950. Cu toate acestea, chiar și după specializare, un olandez calificat este liber să se deplaseze în diverse domenii și să practice mai multe subdiscipline. În învățământul secundar, aceste subdiscipline sunt, de asemenea, încă destul de strâns legate între ele. În cadrul disciplinei școlare neerlandeză, neerlandicii lucrează „nedespărțit”.
Astfel, există profesori care sunt vorbitori de neerlandeză și există cercetători care sunt. În practică, aceștia din urmă sunt întotdeauna specializați ca controlori literari sau lingvistici. Dacă cineva se distinge din punct de vedere științific ca neerlandist, el este numit în funcție de subdisciplina sa și, prin urmare, „categorizat” în consecință. Domeniul său rămâne, în principiu, studiul limbii olandeze. Cu toate acestea, perspectiva sau domeniul său este cel al subdisciplinei sale.

## Istoric

### secolul al XVIII-lea
Începând cu anii 1760, în mai multe universități olandeze se țineau deja cursuri de limba neerlandeză. Meinard Tydeman⁠(d), profesor de greacă, istorie și elocvență din 1764 până în 1766, și succesorul său Herman Tollius⁠(d) au predat limba neerlandeză la Universitatea din Harderwijk. Acest lucru a început atunci când Meinard Tydeman a primit permisiunea curatorilor de a preda Linguae Belgicae idea grammatica, poetica, rhetorica (1707).
La Universitatea din Groningen s-au ținut, de asemenea, prelegeri în limba neerlandeză înainte de 1797, inclusiv de către reverendul Lambertus van Bolhuis⁠(d). Acest pastor erudit, membru al Maatschappij der Nederlandsche Letterkunde din 1783, a fost chemat la Groningen ca pastor în 1786. În 1793 a fost publicat Beknopte Nederduitsche Spraakkunst, dar înainte de aceasta „fusese deja profesor pentru studenții din Groningen” (Heeroma). În biografia întocmită pentru Maatschappij der Nederlandsche Letterkunde, Matthijs Siegenbeek⁠(d) ne informează că Van Bolhuis „motivat de dorința de a onora limba națională, a predat la diferiți studenți ai colegiului, pe care l-a lăsat mai târziu prietenului său, profesorul Ruardi, care, la instigarea sa, a ținut în mod deliberat lecții echipate în acest scop”.
Johannes Ruardi, profesor de limbi clasice la Groningen, a ținut, de asemenea, prelegeri în olandeză. La rândul său, Ruardi era prieten cu Everwinus Wassenbergh⁠(d), clasicistul care ținuse discursul inaugural ca profesor de greacă la Universitatea din Franeker la 25 septembrie 1771. Conform lemei din Nieuw Nederlandsch Biografisch Woordenboek, Wassenbergh „preda din proprie inițiativă limba neerlandeză încă din 1790; în 1797 i s-a încredințat această predare, pentru care a fost înființată o catedră”.

### secolul al XIX-lea
Din 1797, limba neerlandeză face parte în mod oficial din cursurile universitare din Țările de Jos. Atunci au fost numiți primii profesori de olandeză. Mai întâi, la Universitatea din Franeker, prin decretul din 9 iunie 1797, misiunea de predare a profesorului de greacă Everwinus Wassenbergh⁠(d) a fost extinsă pentru a include „Nederduitsche taalkunde”.
Primul profesor de olandeză la Leiden a fost Matthijs Siegenbeek⁠(d), care și-a preluat postul de profesor extraordinar de elocvență olandeză la 23 septembrie 1797. În timpul ocupației franceze, a apărut un nou naționalism și s-a acordat mai multă atenție limbii și culturii olandeze. În plus, în secolul al XIX-lea a apărut idealul unei educații generale într-o limbă standard uniformizată, cu o ortografie clară. Olandezii au devenit astfel gardienii limbii și literaturii olandeze.
Până în 1877, limba neerlandeză era obligatorie doar ca „materie minoră” pentru un grup restrâns de studenți. Abia în acel an, odată cu numirea lui Willem Jonckbloet⁠(d) ca profesor de limba și literatura olandeză la Leiden, a fost creat un doctorat în limba și literatura olandeză, ceea ce înseamnă că a fost conceput un program de studii separat pentru disciplina olandeză.
În cursul secolului al XIX-lea, accentul s-a mutat pe studiul științific al limbii și literaturii. Stăpânirea limbii, nucleul juridic al profesiei, și-a pierdut vigoarea, mai ales în cazul unui lingvist istoric și al unui creator de dicționare precum Matthias de Vries⁠(d).

### Situația actuală
Lingvistica olandeză se combină din ce în ce mai mult cu alte discipline științifice, precum psihologia, sociologia, logopedia, științele medicale, filozofia și știința informației. Astfel, se acordă mai multă atenție fenomenelor legate de limbă, de utilizarea limbii și de literatură (gândiți-vă, de exemplu, la computerele pe care oamenii doresc să le fie recunoscută limba vorbită).

## Direcții principale

### Lingvistică

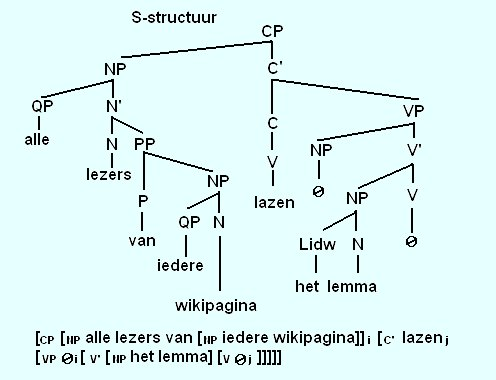
O reprezentare lingvistică (s-structure) a unei propoziții olandeze.

Lingvistica sau linguïstiek este studiul științific al limbilor naturale. Adică, limbile vorbite de oameni între ei, care sunt dobândite în mod natural ca limbi materne, spre deosebire de limbile artificiale.
Aproximativ vorbind, lingvistica teoretică și descriptivă se ocupă de sistemul lingvistic (gramatică și lexic), în timp ce lingvistica aplicată și competența lingvistică, pe de altă parte, se ocupă de utilizarea limbii. Există totuși o zonă de frontieră, în care semantica lingvistică și pragmatica se îmbină.
Lingvistica are diferite domenii de cercetare, cum ar fi sintaxa, semantica, fonologia, morfologia sau lingvistica computațională. În timp ce mulți lingviști sunt preocupați în principal de variantele limbii olandeze moderne (lingvistică modernă), alți cercetători în lingvistică preferă să se concentreze asupra dimensiunii istorice a limbii olandeze și să încerce să cartografieze dezvoltarea limbii olandeze în toate fațetele sale. Acest lucru a fost denumit în trecut subiectul lingvisticii istorice.
Gramatica tradițională, așa cum este predată în școlile secundare, joacă de obicei un rol foarte limitat în universități. De la publicarea lucrării lui Noam Chomsky Syntactic structures (1957), atenția s-a îndreptat către lingvistica generativă și teoriile alternative. Aceste forme de lingvistică presupun că abilitatea lingvistică umană este înnăscută (a se vedea gramatica universală). Atunci când se studiază o structură sintactică, se constată că structura unei propoziții se bazează pe un sistem complex format din numeroase reguli și parametri. Conform teoriei lui Chomsky, cei care învață limbi străine nu învață aceste reguli în mod conștient, ci capacitatea lor lingvistică înnăscută se ocupă de dobândirea limbii. Acest lucru ar explica de ce există copii care refuză să învețe să se uite la ceas, în timp ce aceiași copii nu au probleme în a construi propoziții, ceea ce este mult mai complicat. De atunci, teoria lui Chomsky a fost relativizată și, în unele privințe, corectată.

### Stăpânirea limbii
Competența lingvistică sau studiul comunicării este o direcție din cadrul lingvisticii olandeze care investighează în principal aspectele sociale și structurale ale limbii olandeze într-un anumit context. S-ar mai putea spune: lingvistica se ocupă, printre altele, de microstructurile lingvistice ( foneme, cuvinte, propoziții) și de structura acestora: gramatică, semantică și pragmatică; lingvistica se concentrează pe mezo- și macrostructurile lingvistice: textele și regulile și sistematica care le guvernează. Astfel, controlorul lingvistic se poate ocupa de relațiile de coerență dintre enunțuri, de exemplu, dar și de comportamentul de navigare al persoanelor cu tulburări. Deoarece, de exemplu, analiza atitudinilor este foarte populară în rândul controlorilor de limbaj, disciplina principală este uneori considerată și o știință socială. Lingvistica modernă, pe de altă parte, este mai apropiată de logică, științele cognitive și psihologie.

### Literatură istorică
Literatura istorică din cadrul studiilor de limbă neerlandeză se concentrează pe literatura de limbă neerlandeză din Evul Mediu, Renaștere și Iluminism. Se concentrează în principal pe semnificația și contextul cultural-istoric al operelor beletristice⁠(d). Pe lângă operele literare, sunt studiate și alte texte din această perioadă, cum ar fi pamfletele politice și scrisorile.
O denumire recentă pentru studiul academic al literaturii în limba neerlandeză și al altor tipuri de texte din Evul Mediu este lingvistica medionică. Practicanții acestei specializări își mai spun și „medioneerlandici”.

### Literatură modernă
Literatura modernă se referă la studiul operelor literare în limba neerlandeză începând cu aproximativ 1800.

## Curs
Studiul literaturii olandeze are loc în cadrul programului de limbă și cultură olandeză. În Țările de Jos, acesta constă în patru discipline principale: lingvistică, competență lingvistică (denumită și studii de comunicare), literatura istorică și literatura modernă. Aceste discipline corespund programelor separate în lingvistică, studii de comunicare și studii literare. Alte cursuri cu care există interfețe includ studii culturale generale și științele comunicării și ale informației.
De la desființarea programului de limbă și cultură olandeză de la Universitatea Liberă din Amsterdam, acesta există încă la cinci universități din Țările de Jos: Universitatea Radboud, Universitatea din Leiden, Universitatea din Groningen, Universitatea din Amsterdam și Universitatea din Utrecht. În euzegids Universiteiten 2023, programul de la Universitatea Radboud s-a clasat pe primul loc în acest domeniu.
În Flandra, neerlandistiek este o disciplină universitară de masterat în Limbă și Literatură.
Există cursuri de limba neerlandeză și în afara regiunii vorbitoare de neerlandeză, denumite neerlandistică extra muros (lat., „în afara zidurilor”) sau neerlandistică internațională. În 2020, existau programe de neerlandeză în 135 de universități din 40 de țări; 13.500 de studenți studiază acolo. În regiunile Valonia, nordul Franței și Germania, care se învecinează cu Țările de Jos și Belgia, există aproximativ 400.000 de cursanți de neerlandeză, răspândiți în diferite forme de învățământ.